# Cantón de Baugy
El cantón de Baugy era una división administrativa francesa, que estaba situada en el departamento de Cher y la región de Centro-Valle de Loira.

## Composición
El cantón estaba formado por diecisiete comunas:
- Avord
- Baugy
- Bengy-sur-Craon
- Chassy
- Crosses
- Farges-en-Septaine
- Gron
- Jussy-Champagne
- Laverdines
- Moulins-sur-Yèvre
- Nohant-en-Goût
- Osmoy
- Saligny-le-Vif
- Savigny-en-Septaine
- Villabon
- Villequiers
- Vornay

## Supresión del cantón de Baugy
En aplicación del Decreto n.º 2014-206 de 21 de febrero de 2014, el cantón de Baugy fue suprimido el 22 de marzo de 2015 y sus 17 comunas pasaron a formar parte del nuevo cantón de Avord.